# 丘兆麟
丘兆麟（1572年—1629年），字毛伯，號太丘，江西撫州府臨川縣人，明末文學家、官員。

## 生平
丙午江西鄉試第八十三名舉人，萬曆三十八年（1610年）庚戌科會試一百二十名，第三甲第二百三十六名進士。禮部觀政，萬曆四十年（1612年），授行人司行人。萬曆四十六年（1618年），考選雲南道監察御史。天啟元年（1621年）巡按河南。不阿諛魏忠賢。天啟五年（1625年）辭官。
崇禎元年（1628年），起為都察院右僉都御史，巡撫河南。次年卒，年五十八。

## 著作
工詩，有《学余园初集·二集》、《玉书庭文集》、《水暄亭诗集》、《戚姑山赋》、《游衡记事》及《奏议·按豫仁言》四卷等。

## 家族
曾祖丘瑞玉，祖丘僉佐。父丘御琇，敕贈行人；母李氏（奉旨建坊旌表節孝）。永感下。